# 황금중학교
황금중학교(黃金中學校)는 대한민국 대구광역시 수성구 황금동에 있는 공립 중학교이다.

## 학교 연혁
- 1892년 12월 15일 : 수성여자중학교 설립인가(3개 학년 33학급)
- 1901년 3월 1일 : 개교(구, 달구벌농고 건물) 1학년 15학급, 초대 김상환 교장 취임
- 1962년 2월 22일 : 현 교사로 이전(대구광역시 수성구 황금동 821번지)
- 1984년 2월 10일 : 제1회 졸업식 거행
- 2003년 12월 29일 : 강당(예지관) 및 특별교실 준공
- 2005년 3월 1일 : 황금중학교로 교명 변경
- 2014년 9월 22일 : 운동장 환경개선 공사 준공(인조잔디 및 천연잔디 공사)
- 2020년 1월 6일 : 제37회 졸업식(247명, 누적인원 19,555명)
- 2016년 9월 1일 : 제15대 김영옥 교장 취임
- 2017년 2월 8일 : 제34회 졸업식(300명, 누적인원 18,722명)
- 2017년 3월 2일 : 2017학년도 입학식(256명 남 135명, 여 121명)
- 2018년 2월 9일 : 제35회 졸업식(295명, 누적인원 19,017명)
- 2018년 3월 2일 : 2018학년도 입학식(288명 남 145명, 여 143명)
- 2021년 3월 1일 : 제17대 황윤백 교장 취임
- 2023년 9월 1일 : 제18대 조양희 교장 취임

-->

## 참고 자료
- 황금중학교 - 한국교육학술정보원 학교알리미